# شيخ زنغي
شيخ زنغي (بالفارسية: شیخ زنگی) هي مستوطنة تقع في قسم ليراوي الشمالي الريفي (مقاطعة ديلم) في إيران.